# Mićo Sokolović
Mićo Sokolović (1883–1906) bio je glavni osnivač radničkog pokreta u Bosni i Hercegovini. Radio je kao knjigovezac u Beogradu u Kraljevini Srbiji tokom 1903–05. godine. Bio je aktivan u sindikatu knjigovezaca Srbije i pridružio se Srpskoj socijaldemokratskoj stranci. U maju 1905. godine Sokolović se vratio u Bosnu i Hercegovinu (koja je tada bila pod vlašću Austrougarske od 1878). Radio je na organizovanju radničkog pokreta u Sarajevu, a pod njegovim vođstvom je 27. avgusta 1905. godine osnovan prvi sindikat u Bosni i Hercegovini pod nazivom Glavni radnički savez. Umro je od tuberkuloze 27. aprila 1906 u Sarajevu.

## Rani život i aktivizam u Srbiji
Mićo Sokolović rođen je 21. novembra 1883. godine u selu Sokolovići u okrugu Rogatica Kondominijuma Bosne i Hercegovine, pod vlašću Austrougarske. Posle osnovne škole pohađao je gimnaziju u Sarajevu 1896. godine. Tamo je završio prva tri razreda, pre nego što je izgubio stipendiju. Otac, osiromašeni krojač, poslao ga je 1900. godine u Beograd da uči knjigoveški zanat. U avgustu 1903. pridružio se sindikatu knjigovezaca Kraljevine Srbije i ubrzo postao sekretar ove organizacije. Ubrzo nakon toga, pridružio se i Srpskoj socijaldemokratskoj stranci (SSDP). Bio je delegat knjige knjigovezaca na trećem kongresu sindikata Srbije, održanom u martu 1904. godine.  Tokom zime 1903–04, Sokolović je pohađao novoosnovanu Radničku školu u Beogradu, koju je osnovao Radovan Dragović. Dragović je bio jedan od osnivača SSDP-a i prvog sindikata u Srbiji (Glavni radnički savez).  Dragović je predavao o radničkom pokretu, a cilj njegove škole bio je stvaranje efikasnih socijalističkih agitatora.

## Aktivizam u Bosni i Hercegovini
Socijalističke ideje u Bosni i Hercegovini prvi put se javljaju 60-ih godina XIX veka. Glavni zagovornik ove ideje bio je srpski učitelj, pisac i aktivista Vasa Pelagić. U to vreme, pred kraj vekovne osmanske vladavine, Bosna i Hercegovina je bila uglavnom agrarna i nerazvijena pokrajina. Njena industrijalizacija započeta je nakon okupacije Austrougarska 1878. godine. Zbog nedostatka stručnih radnika, mnogo radne snage je uvezeno iz razvijenijih delova carstva. Neki od njih su se bavili širenjem socijalističkih ideja u pokrajini, ali su većinu tih radnika austrougarske vlasti odmah proteravale, boreći sevrlo oprezno protiv socijalističke agitacije. Bosanskohercegovački radnici uspeli su da uspostave svoje prve organizacije 1903. godine, u obliku društava za uzajamnu pomoć. Zahtevi radnika za višim nadnicama i boljim uslovima rada, kao i za opšte poboljšanje njihovog ekonomskog i socijalnog položaja, bili su znatno pojačani tokom proleća i leta 1905. godine.
Sokolović se u tom periodu vratio u Sarajevo i 22. maja postao je radnik Nacionalne štamparije (osnovane 1866. godine kao Šopronova štamparija). U to vreme u Bosni i Hercegovini postojale su samo izolirane grupe radnika koje su ulagali napore da poboljšaju svoj položaj i imale su nejasne i oprečne ideje o tome kako se treba da se organizuju. Sokolović je počeo da agituje u štampariji, a šest nedelja nakon što se tamo zaposlio, radnici su pokrenuli prvi štrajk. Za organizaciju štrajka, Mićo je dobio kaznu od četiri dana zatvora i otkaz sa posla. Potom se u potpunosti posvetio organizovanju radničkog pokreta u Sarajevu. Na njegovu inicijativu, predstavnici radnika raznih zanata okupili su se 10. avgusta 1905.godine. Na sastanku je usvojena rezolucija, koju je sastavio Sokolović, kojom se zahteva od gradskih vlasti da radnicima daju pravo na slobodno udruživanje i održavanje javnih skupova. Nakon što vlada nije odgovorila na njihove zahteve, Sokolović je 21. avgusta ponovo okupio predstavnike radnika. Oni su podneli formalni zahtev za održavanje skupštine šest dana kasnije kako bi uspostavili svoju organizaciju i tom zahtevu je ubrzo udovoljeno.
Prvo javno okupljanje radnika u Bosni i Hercegovini održano je kako je i planirano, 27. avgusta 1905. Oko 350 učesnika okupilo se sa svojim zahtevima. Pokrajinska vlada poslala je svog izaslanika da prisustvuje ovom skupu. Skupu je presedavao Alojz Supančić, tekstilni radnik poreklom iz Slovenije, a zapisnike su vodili Mićo Sokolović i Mustafa Handžić (postolar). Skupština je prihvatila predlog o osnivanju Glavnog sindikata radnika, čiji je glavni cilj bio „rad na intelektualnom, moralnom i materijalnom napretku radnika, buđenje njihove klasne svesti i širenje solidarnosti među njima". Jednoglasno su prihvaćena i Pravila Glavnog radničkog saveza, čije je članke sastavio Sokolović. Skupština je izabrala privremeno rukovodstvo organizacije, čiji je predsednik bio  građevinski radnik Ilija Kamberg, a sekretar Sokolović. To je bio prvi sindikat koji je osnovan u Bosni i Hercegovini. Pored ovog opšteg sindikata, tokom septembra 1905. godine slične skupštine osnovale su šest sindikata organizovanih po uzoru na određene zanate. Sve ove organizacije i njihova pravila morala su se odobriti od strane centralnog Ministarstva finansija u Beču i pokrajinske vlade, što je bio proced gid skoro godinu dana. Blaži stav austrougarske vlade prema radničkim zahtevima i organizacijama delimično je proizašao iz njihovog straha da bi se u njihovom carstvu moglo dogoditi nešto slično ruskoj revoluciji iz 1905. godine. Uvideli su da bi dalje represivne mere protiv organizovanih radnika mogle dovesti do ozbiljnih socijalnih i političkih nemira, ali nastojali su da radničke organizacije učine apolitičnim i stave ih pod svoju kontrolu.
Tokom 1905. godine, zabeleženo je osam štrajkova u Bosni i Hercegovini i tada su se prvi put pojavili kolektivni ugovori. Pokret provincije počeo je da se povezuje sa pokretima ostalih delova Austrougarske, posebno Hrvatske i Slavonije. Sokolović i Martin Zrelec, tekstilni radnik iz Banjaluke, poreklom iz Hrvatske, učestvovali su na trećem kongresu Socijaldemokratske partije Hrvatske i Slavonije, održanom od 24. do 26. decembra 1905. godine u Zagrebu. Sokolović je održao govor, zaključivši ga porukom:
| „ | Mogu da zatvaraju koliko hoće, ali pokreta ipak neće zapriječiti. Najvažniji je uspjeh, da se tim štrajkovima pokazalo vladi, da se radnici ne dadu više izrabljivati. S tim pokretima u Bosni i Hercegovini dobiva socijalizam nove borce i tim se na sve strane potkopava temelj kapitalističkog poretka da se sruši i da se podigne nova zgrada socijalizma. | ” |

## Smrt i zaostavština
Sokolović je bolovao od tuberkuloze i njegove stalne aktivnosti dodatno su narušavale njegovo zdravlje. Ubrzo nakon povratka iz Zagreba, morao je da se povuče u bolesničku postelju. Umro je 27. aprila 1906. godine u sarajevskoj bolnici, a njegovoj sahrani prisustvovalo oko 3.000 radnika. Tri dana nakon njegove sahrane, 2. maja, započeo je prvi u nizu štrajkova koji su se održali širom Bosne i Hercegovine tokom maja 1906. godine. Jedan od štrajkačkih zahteva bio je da se hitno odobri Generalni sindikat radnika. Ministarstvo finansija u Beču odobrilo je, 10. jula 1906, stvaranje organizacije i njena pravila, uz neke izmene, a pokrajinska vlada dala je saglasnost 21. septembra. Ustavotvorna skupština Opšteg sindikata radnika održana je 14. oktobra, nakon čega su usledile osnivačke skupštine šest podređenih sindikata tokom istog meseca. Godine 1913. sedamnaest organizacija bilo je pod vođstvom opšteg saveza, sa skoro 6.000 aktivnih članova. Pravila, koja je sastavio Sokolović, ostala su nepromenjena tokom celog postojanja. Austro-ugarske vlasti ukinule su sve sindikate u Bosni i Hercegovini u maju 1913.

## Napomene
1. ↑  Hadžibegović 1980, стр. 362.
2. 1 2  Šarac 1955, стр. 30.
3. 1 2  Blagojević 1987, стр. 155.
4. ↑  Zalar 1961, стр. 24–25.
5. ↑  Hadžibegović 1980, стр. 309–11.
6. 1 2  Zalar 1961, стр. 26.
7. 1 2 3 4 5 6  Hadžibegović 1980, стр. 316–19.
8. ↑  Šarac 1955, стр. 45–46.
9. ↑  Šarac 1955, стр. 51–52.
10. 1 2  Hadžibegović 1980, стр. 321.
11. 1 2  Hadžibegović 1980, стр. 290–91.
12. ↑  Šarac 1955, стр. 62.
13. ↑  Šarac 1955, стр. 63.
14. ↑  Hadžibegović 1980, стр. 324–25.